# Атабеков, Давид Нерсесович
Давид Нерсесович Атабеков (1875—1964) — советский уролог, доктор медицинских наук, профессор. Основоположник отечественной урогинекологии. Лауреат Сталинской премии за монографию «Очерки по урогинекологии» (1952). Работал в Старо-Екатерининской больнице — МОНИКИ более 50 лет, с 1906 по 1964 год. Заслуженный врач РСФСР, лауреат Сталинской премии.